# Wyzwolenie więzienia w Kandaharze
Wyzwolenie więzienia w Kandaharze – akcja odbicia talibskich więźniów w Kandaharze, która odbyła się 13 czerwca 2008. Był to jeden z największych ataków przeprowadzony przez afgańskich powstańców od 2001 roku. Zakończył się uwolnieniem około 1000 więźniów.

## Przebieg ataku
13 czerwca 2008 roku cysterna zbliżyła się do bramy więziennej i zdetonowała zawarte w sobie ładunki wybuchowe. Drugi zamachowiec samobójca doszedł do więzienia od tyłu, zdetonował ładunek wybuchowy, lecz ściany nie zostały naruszone. W ciągu kolejnych 30 minut,
atak na więzienie podjęła kolejna grupa talibów wyposażonych w RPG-7 i AK 47. Posiadali także trzydzieści motocykli. Kilkudziesięciu bojowników wkroczyło na teren więzienia i zaczęło uwalniać jeńców, którzy uciekali z więzienia poprzez dziury i uszkodzenia murów więzienia.

## Następstwa
Rezultatem zuchwałego ataku było uwolnienie większości z ponad 1200 więźniów, którzy mieścili się w placówce. Talibowie w ucieczce byli wspomagani przez mikrobusy, które czekały na zewnątrz więzienia. Według różnych raportów zginęło 15 funkcjonariuszy Afganistanu i dziesięciu talibów. Z powodu masowej ucieczki kanadyjscy żołnierze stacjonujący w Kandahar, zostali rozmieszczeni w okolicach więzienia. Po tym zdarzeniu doszło do małych potyczek, które doprowadziły do odwetowej bitwy pod Arghandab.